# 2 ((G)I-dle)
2 è il secondo album in studio del girl group sudcoreano (G)I-dle, pubblicato nel 2024.

## Tracce
1. Super Lady – 2:32
2. Revenge – 2:24
3. Doll – 2:33
4. Vision – 2:40
5. 7Days – 3:18
6. Fate (나는 아픈 건 딱 질색이니까) – 2:41
7. Rollie – 2:43
8. Wife – 2:01